# Leilani Estates
Leilani Estates és una concentració de població designada pel cens dels Estats Units a l'estat de Hawaii. Segons el cens del 2000 tenia 1.046 habitants.

## Demografia
Segons el cens del 2000, Leilani Estates tenia 1.046 habitants, 415 habitatges, i 252 famílies La densitat de població era de 97,1 habitants per km².
Dels 415 habitatges en un 29,2% hi vivien nens de menys de 18 anys, en un 43,9% hi vivien parelles casades, en un 11,3% dones solteres, i en un 39,3% no eren unitats familiars. En el 29,4% dels habitatges hi vivien persones soles el 7,0% de les quals corresponia a persones de 65 anys o més que vivien soles. El nombre mitjà de persones vivint en cada habitatge era de 2,52 i el nombre mitjà de persones que vivien en cada família era de 3,19.
Per edats la població es repartia de la següent manera: un 27,5% tenia menys de 18 anys, un 6,3% entre 18 i 24, un 25,7% entre 25 i 44, un 30,1% de 45 a 64 i un 10,4% 65 anys o més.
L'edat mediana era de 40,5 anys. Per cada 100 dones hi havia 114,34 homes. Per cada 100 dones de 18 o més anys hi havia 112,92 homes.
La renda mediana per habitatge era de 31.541 $ i la renda mediana per família de 32.692 $. Els homes tenien una renda mediana de 30.500 $ mentre que les dones 22.875 $. La renda per capita de la població era de 15.522 $. Aproximadament el 13,7% de les famílies i el 21,9% de la població estaven per davall del llindar de pobresa.

## Poblacions més properes
El següent diagrama mostra les poblacions més properes.